# Марк Волский Фиктор
Марк Волский Фиктор (Marcus Volscius Fictor) е политик на Римската република и пет пъти народен трибун от 461 пр.н.е. до 457 пр.н.е.
През 461 пр.н.е. Волский e народен трибун заедно с Авъл Вергиний. Тази година той е в опозиция с Кезо Квинкций, син на Луций Квинкций Цинцинат, който e противник на плебеите и често гони народните трибуни от форума. Авъл дава на съд младия Кезо Квинкций.
През 460 пр.н.е., 459 пр.н.е., 458 пр.н.е. и 457 пр.н.е. Волский е отново народен трибун заедно със същия колега.
През 457 пр.н.е. по времето на консулите Гай Хораций Пулвил и Квинт Минуций Есквилин се подготвя закона Lex Terentilia. Вергиний и Волский дават заявка, числото на трибуните да се увеличи на 10. (Ливий, 3.30.5-7.). Това става едва и само през 449 пр.н.е.